# جيمر فرديت
جيمر فرديت (بالإنجليزية: Jimmer Fredette)‏ مواليد 25 فبراير 1989، هو لاعب كرة سلة أمريكي يلعب مع فريق نيو أورلينز بيليكانز في الرابطة الوطنية لكرة السلة ويحمل الرقم 32. يبلغ طوله 6 قدم 2 بوصة (1.9 م).

## فرق لعب لها
- سكرامنتو كينغز
- شيكاغو بولز
- نيو أورلينز بيليكانز

## روابط خارجية
- جيمر فرديت على موقع إن بي أي (الإنجليزية)
- جيمر فرديت على موقع fiba3x3.com (الإنجليزية)
- جيمر فرديت على موقع سبورتس رفرنس (الإنجليزية)
- جيمر فرديت على موقع كرة السلة الأوروبية.كوم (الإنجليزية)
- جيمر فرديت على موقع إي إس بي إن.كوم (الإنجليزية)
- جيمر فرديت على موقع كلية كرة السلة في سبورتس رفرنس.كوم (الإنجليزية)
- جيمر فرديت على موقع ريلجم (الإنجليزية)
- جيمر فرديت على موقع بروبوليرز (الإنجليزية)
- جيمر فرديت على موقع سبورتس رفرنس (الإنجليزية)
- جيمر فرديت على موقع سبورتس رفرنس (الإنجليزية)